# Primera División de Uruguay 1943
Liga Profesional de Primera División 1943 var den 41:a säsongen av Uruguays högstaliga i fotboll, och 12:e säsongen som ligan spelades på professionell nivå. Ligan spelades som ett seriespel där samtliga lag mötte varandra vid två tillfällen. Totalt spelades 90 matcher med 343 gjorda mål.
Nacional vann sin 18:e titel som uruguayanska mästare.

## Deltagande lag
10 lag deltog i mästerskapet, samtliga från Montevideo.

## Resultat
| Nr | Lag                  | S  | V  | O | F  | GM | IM | MS  | P  |
| -- | -------------------- | -- | -- | - | -- | -- | -- | --- | -- |
| 1  | Nacional             | 18 | 15 | 2 | 1  | 57 | 23 | +34 | 32 |
| 2  | Peñarol              | 18 | 12 | 3 | 3  | 61 | 22 | +39 | 27 |
| 3  | CS Miramar           | 18 | 8  | 1 | 9  | 29 | 45 | −16 | 17 |
| 4  | CA Defensor          | 18 | 6  | 4 | 8  | 27 | 32 | −5  | 16 |
| 5  | Montevideo Wanderers | 18 | 6  | 4 | 8  | 28 | 35 | −7  | 16 |
| 6  | Liverpool            | 18 | 6  | 3 | 9  | 28 | 36 | −8  | 15 |
| 7  | Central FC           | 18 | 6  | 3 | 9  | 30 | 41 | −11 | 15 |
| 8  | Racing Club          | 18 | 6  | 3 | 9  | 28 | 46 | −18 | 15 |
| 9  | IA Sud América       | 18 | 5  | 4 | 9  | 27 | 33 | −6  | 14 |
| 10 | Rampla Juniors       | 18 | 5  | 3 | 10 | 28 | 30 | −2  | 13 |